# Дезидерата
Дезидерата (лат. Desiderata; около 747, Павия — после 771) — традиционно используемое историками условное имя одной из дочерей короля лангобардов Дезидерия, настоящее имя которой в исторических источниках не сохранилось. Вероятно, являлась второй супругой короля франков Карла Великого.

## Биография

### Происхождение
У короля лангобардов Дезидерия и его супруги Ансы было пять детей: сын Адельхиз и четыре дочери — Ансельперга, Адельперга, Лиутберга и та, которую в историографии принято называть Дезидератой. Её имя не упоминается ни в одном из раннесредневековых источников. Все они, включая франкские анналы, «Жизнь Карла Великого» Эйнхарда и послание папы римского Стефана III (IV), называют её лишь «…дочь короля Дезидерия…». Исключение составляет хроника Андрея Бергамского, опиравшегося в описании событий, связанных с событиями 770-х годов, на легенды и предания. В ней супруга Карла Великого названа Бертрадой (Бертетрадой), однако, вероятно, здесь хронист ошибочно наделил жену монарха именем его матери.
До начала XIX века среди историков не было единого мнения, какое имя носила лангобардская супруга короля Карла: её называли то Эрменгардой, то Теодорой, то Бертой, то Дезидератой. Последнее из этих имён было основано на ошибочном прочтении текста жития святого Адаларда, в котором латинское выражение «desideratam filiam» было прочитано не как «…желанная дочь…», а как «…дочь Дезидерата…». Эта же ошибка содержалась и в издании этого исторического источника, осуществлённого в 1828 году в рамках Monumenta Germaniae Historica. С тех пор, благодаря авторитетности этого издания, за анонимной дочерью правителя лангобардов в исторической науке закрепилось имя Дезидерата.
В 1998 году британский историк Джанет Нельсон высказала предположение о том, что настоящим именем Дезидераты было Герперга (Герберга). В качестве доказательств она указала на то, что даже некоторые современные событиям исторические источники путали факты из биографии Герберги, супруги короля Карломана, с фактами из биографии жены Карла Великого. По мнению Джанет Нельсон, это стало возможным только потому, что обе супруги королей-соправителей имели одинаковые имена. Ещё одним аргументом в пользу своей теории историк считает наличие в именах других дочерей Дезидерия основы perga, которую, вероятно, должна была иметь в составе своего имени и анонимная дочь лангобардского короля.

### Супруга Карла Великого
О жизни Дезидераты до 770 года ничего неизвестно. В этом же году, по свидетельству франкских анналов, мать королей Карла и Карломана Бертрада совершила поездку в Италию, целью которой было достижение прочного мира между Франкским государством и королевством лангобардов. Бертрада посетила Рим, где встретилась с папой римским Стефаном III, и Павию, где заключила с королём Дезидерием соглашение о союзе, который должен был быть скреплён браком его дочери и сына Бертрады. Отправляясь на родину, королева франков взяла Дезидерату с собой.
Дочь короля лангобардов предназначалась Бертрадой в супруги своему сыну Карлу. Однако, тот в это время находился в любовной связи со знатной франкской женщиной по имени Химильтруда и был отцом её сына Пипина. Во франкских источниках VIII—IX веков Химильтруда называется конкубиной короля. Однако многие современные историки считают её законной супругой Карла, основывая своё мнение на тексте послания папы Стефана III правителям франков.
Несмотря на активные протесты папы Стефана, опасавшегося, что франкско-лангобардский союз поставит папство в зависимость от короля Дезидерия, 25 декабря 770 года в Майнце состоялось бракосочетание Карла Великого и Дезидераты. Этот брачный союз стал единственным браком короля Карла с иностранной принцессой. Историки считают, что это был исключительно политический ход, на который правитель Франкского государства был вынужден пойти под сильным давлением своей матери.
О совместной жизни Карла и Дезидераты почти ничего неизвестно. На основании того, что ни один из современных событиям исторических источников не называет Дезидерату «королевой», предполагается, что она не оказывала никакого влияния на правление своего супруга. Брак короля Карла и Дезидераты продлился только один год. Уже в 771 году произошло изменение внешней политики Франкского государства, вызвавшее новое обострение отношений с королевством лангобардов. Поводом к этому послужил захват Рима королём Дезидерием и установление им временного контроля над папой римским. В этих условиях Карл Великий, которому брак с Дезидератой стал больше не нужен, объявил о своём разводе с ней и отослал её на родину. В качестве причины развода были названы болезненность супруги короля и её бесплодность. Однако не все приближённые короля Карла положительно отнеслись к его решению: мать монарха, Бертрада, была категорически против развода, но, отстранённая сыном от участия в управлении государством, так и не смогла ничего сделать. Также и двоюродный брат короля, Адалард, бывший свидетелем на брачной церемонии Карла и Дезидераты, под влиянием этих событий покинул двор и ушёл в монастырь.
О дальнейшей судьбе Дезидераты ничего неизвестно. Предполагается, что она могла быть той неназванной по имени дочерью короля Дезидерия, которая в 774 году была отправлена вместе с родителями в ссылку в аббатство Корби. Возможной датой смерти Дезидераты называют 776 год, но подтверждения этого факта в современных событиям документах отсутствуют.
Новой супругой Карла Великого стала представительница знатного швабского рода Хильдегарда.

## В искусстве
Историю несчастливого брака Карла Великого с Дезидератой А. Ф. Вельтман положил в основу сюжета своей пьесы «Ратибор Холмоградский» (1841 год), в которой назвал дочь Дезидерия Эрменгардой.